# Kamenica nad Cirochou
Kamenica nad Cirochou – wieś (obec) na Słowacji położona w kraju preszowskim, w powiecie Humenné. Pierwsze wzmianki o miejscowości pochodzą z roku 1451.
Według danych z dnia 31 grudnia 2010, wieś zamieszkiwało 2339 osób, w tym 1162 kobiety i 1177 mężczyzn.
W 2001 roku rozkład populacji względem narodowości i przynależności etnicznej wyglądał następująco:
- Słowacy – 98,11%
- Czesi – 0,26%
- Romowie – 0,84%
- Rusini – 0,18%
- Ukraińcy – 0,26%
- Węgrzy – 0,09%